# Illes Àrtiques Russes
Les illes Àrtiques Russes (rus: острова́ росси́йской А́рктики, ostrovà rossískoi Àrktiki) són un grup nombrós d'illes russes de l'oceà Àrtic.

## Geografia
Aquestes illes estan situades dins del cercle polar àrtic distribuïdes dins dels mars marginals de l'oceà Àrtic: el mar de Barentsz, el mar de Kara, el mar de Làptev, el mar de la Sibèria Oriental, el mar dels Txuktxis i el mar de Bering.

## Illes
La superfície inclou des d'oest a est:
- Illa Victòria (о́стров Викто́рия, óstrov Viktória), d'uns 14 km²
- Terra de Francesc Josep (Земля́ Фра́нца-Ио́сифа, Zemlià Frantsa-Iósifa), d'uns 16.134 km²
  - Terra de Wilczek (Земля́ Ви́льчека, Zemlià Víltxeka), d'uns 2.054 km²
  - Illa Graham Bell (о́стров Гре́эм-Белл, óstrov Gréem-Bell), d'uns 1.709 km²
  - Terra de George (Земля́ Гео́рга, Zemlià Gueorga), d'uns 2.821 km²
  - Terra d'Alexandra (Земля́ Алекса́ндры, Zemlià Aleksandri), d'uns 1.051 km²
  - Illa de Hall (о́стров Га́лля, óstrov Gàl·lia), d'uns 1.049 km²
  - Illa de Salisbury (о́стров Со́лсбери, óstrov Sólsberi), d'uns 960 km²
- Illa Kolgúiev (о́стров Колгу́ев, óstrov Kolgúiev), d'uns 3.497 km²
- Nova Terra (Но́вая Земля́, Nóvaia Zemlià), d'uns 90.605 km²
  - Illa Séverni (Се́верный о́стров, Séverni óstrov, traduït com «illa del Nord»), d'uns 48.904 km²
  - Illa Iujni (Ю́жный о́стров, Iujni óstrov, traduït com «illa del Sud»), d'uns 33.275 km²
  - Vaigatx (Вайга́ч, Vaigatx), d'uns 3.398 km²
- Illa Blanca (Бе́лый о́стров, Beli óstrov), d'uns 1.810 km²
- Illa Xokalski (о́стров Шока́льского, óstrov Xokàlskogo), d'uns 428 km²
- Illa Vilkitski (о́стров Вильки́цкого, óstrov Vilkítskogo), d'uns 154 km²
- Illa Oleni (о́стров Оле́ний, óstrov Oleni), d'uns 1.197 km²
- Illa Sibiriakov (о́стров Сибиряко́ва, óstrov Sibiriakova), d'uns 846 km²
- Illes de l'Institut Àrtic (острова́ Аркти́ческого Институ́та, ostrovà Arktítxeskogo Instituta), d'uns 259 km²
- Illes Izvesti TSIK (острова́ Изве́стий ЦИК, ostrovà Izvetsi TsIK), d'uns 102 km²
- Illa Vize (о́стров Ви́зе, óstrov Vize o també Земля́ Ви́зе, Zemlià Vize), d'uns 289 km²
- Illa Uixakov o Illa Uixakova (о́стров Ушако́ва, óstrov Uixakova), d'uns 328 km²
- Arxipèlag de Nordenskiöld (архипела́г Но́рденше́льда, arkhipelag Nordenxelda), d'uns 5.000 km²
  - Illes Litke (острова́ Ли́тке, ostrovà Litke), un conjunt de 10 illes
  - Illes Tsivolko (острова́ Циво́льки, ostrovà Tsivolki), un conjunt de 17 illes
  - Illes Pakhtusov (острова́ Па́хтусова, ostrovà Pàkhtusova), un conjunt de 15 illes
  - Illes Vostotxnie (Восто́чные острова́, Vostótxnie ostrovà, traduït com «illes Orientals»), un conjunt de 15 illes
  - Illes Vilkitski (острова́ Вильки́цкого, ostrovà Vilkítskogo), un conjunt de 15 illes
- Terra del Nord (Се́верная Земля́, Sèvernaia Zemlià), d'uns 36.554 km²
  - Illa de la Revolució d'Octubre (о́стров Октя́брьской Револю́ции, óstrov Oktiàbrskoi Revoliütsi), d'uns 14.204 km²
  - Illa Bolxevic (о́стров Большеви́к, óstrov Bolxevik), d'uns 11.206 km²
  - Illa Komsomólets (о́стров Комсомо́лец, óstrov Komsomólets), d'uns 8.812 km²
  - Illa Pioner (о́стров Пионе́р, óstrov Pioner), d'uns 1.527 km²
  - Illa de Schmidt (О́стров Шми́дта, Óstrov Xmidta) d'uns 467 km²
- Illa Gran de Beguitxev, (Большо́й Бе́гичев, Bolxoi Béguitxev), d'uns 1.764 km²
- Illes de Nova Sibèria (Новосиби́рские острова́, Novosibírskie ostrovà), d'uns 36.290 km²
  - Illes Anjou (острова́ Анжу́, ostrovà Anjú), d'uns 29.900 km²
  - Illes De Long (острова́ Де-Ло́нга, ostrovà De-Longa), d'uns 228 km²
  - Illes Liàkhovski (Ля́ховские острова́, Liàkhovskie ostrovà), d'uns 6.100 km²
- Illes Medveji (Медве́жьи острова́, Medveji ostrovà, traduït com «illes dels óssos»), d'uns 65 km²
- Illa Aion (Айо́н, Aion), d'uns 2.000 km²
- Illa de Wrangel (о́стров Вра́нгеля, óstrov Vràngelia), d'uns 7.608 km²
- Illes Diomedes o illes Gvozdev (острова́ Диоми́да, ostrovà Diomída, o bé острова́ Гво́здева, ostrovà Gvózdeva) dividides entre Rússia i els Estats Units d'Amèrica
  - Gran Diomede o Ratmànov (о́стров Ратма́нова, óstrov Ratmànova), d'uns 29 km²